# آیدن
آیدن (انگلیسی: Adyen) شرکت فناوری هلندی است، که در زمینه طراحی و نصب تجهیزات تجارت الکترونیک و پایانه‌های فروش فعالیت می‌کند.